# Jo, jo, jo... i els altres
Jo, jo, jo... i els altres (en italià, Io, io, io… e gli altri) és una pel·lícula de comèdia italiana del 1966 dirigida per Alessandro Blasetti i amb un repartiment format per Gina Lollobrigida, Silvana Mangano, Vittorio De Sica, Walter Chiari, Nino Manfredi, Marcello Mastroianni i Caterina Boratto. Alessandro Blasetti va guanyar el David di Donatello al millor director als David di Donatello 1966. Ha estat traduïda al català.

## Sinopsi
Sandro (Walter Chiari) és periodista a Roma. Està organitzant una enquesta sobre l'egoisme dels seus conciutadans, ajudat pel seu amic Peppino (Marcello Mastroianni). Així contactarà amb diversos personatges de la vila : una diva (Silvana Mangano), un polític corrupte (Vittorio Caprioli)...

## Repartiment
- Gina Lollobrigida - Titta
- Silvana Mangano - Silvia
- Walter Chiari - Sandro
- Vittorio De Sica - Comandador Trepossi
- Nino Manfredi - 'Millevache'
- Marcello Mastroianni - Peppino Marassi
- Caterina Boratto - Luigia, cunyada de Peppino
- Vittorio Caprioli - Polític
- Elisa Cegani - Minyona de Peppino
- Andrea Checchi - Home resant
- Umberto D'Orsi - Home al tren
- Graziella Granata - Noia al tren
- Marisa Merlini - Dona al telèfon
- Paolo Panelli - Fotògraf
- Mario Pisu - Guanyador de la 'Capranica'
- Salvo Randone - Viatjant amb un menú
- Luisa Rivelli - Dona ballant
- Maria Grazia Spina - Neboda de Peppino
- Saro Urzì - Segon home resant
- Franca Valeri - Periodista
- Sylva Koscina - L' 'Estrella'
- Marina Malfatti - Dansaire
- Mario Scaccia - Periodista
- Lelio Luttazzi - Director
- Carlo Croccolo - Home al tren